# Boris Enow
Boris Enow Takang (30 marzo 2000) è un calciatore camerunese, centrocampista del D.C. United e della nazionale camerunese.

## Carriera

### Club
Cresciuto calcisticamente in patria nell'Ecole de Football Brasseries du Cameroun, nel 2018 viene acquistato dal Porto; nella stagione 2019-2020, ha totalizzato 14 presenze e una rete con la seconda squadra. Il 20 luglio 2020 si trasferisce al Lens, che lo aggrega alla rosa della squadra riserve, militante nel Championnat de France amateur. Il 1º luglio 2021 firma un contratto con gli israeliani del Maccabi Netanya.
Il 22 luglio 2024 viene acquistato dal D.C. United.

### Nazionale
Nel 2018 ha giocato una partita con la nazionale camerunese Under-20.
Convocato dal selezionatore della nazionale maggiore, Marc Brys, il 14 ottobre 2024 ha esordito durante il match giocato contro il Kenya e valido per le qualificazioni alla Coppa d'Africa 2025; entrato ad inizio secondo tempo, ha realizzato la rete della vittoria.

## Statistiche

### Presenze e reti nei club
Statistiche aggiornate al 20 aprile 2022.
| Stagione        | Squadra         | Campionato      | Campionato | Campionato | Coppe nazionali | Coppe nazionali | Coppe nazionali | Coppe continentali | Coppe continentali | Coppe continentali | Altre coppe | Altre coppe | Altre coppe | Totale | Totale |
| Stagione        | Squadra         | Comp            | Pres       | Reti       | Comp            | Pres            | Reti            | Comp               | Pres               | Reti               | Comp        | Pres        | Reti        | Pres   | Reti   |
| --------------- | --------------- | --------------- | ---------- | ---------- | --------------- | --------------- | --------------- | ------------------ | ------------------ | ------------------ | ----------- | ----------- | ----------- | ------ | ------ |
| 2019-2020       | Porto B         | LdH             | 14         | 1          |                 | -               | -               |                    | -                  | -                  |             | -           | -           | 14     | 1      |
| 2020-2021       | Lens 2          | N2              | 8          | 0          |                 | -               | -               |                    | -                  | -                  |             | -           | -           | 8      | 0      |
| 2021-2022       | Maccabi Netanya | LhA             | 22+4       | 1+1        | CI+TC           | 1+5             | 0               |                    | -                  | -                  |             | -           | -           | 32     | 2      |
| Totale carriera | Totale carriera | Totale carriera | 48         | 3          |                 | 6               | 0               |                    | -                  | -                  |             | -           | -           | 54     | 3      |

### Cronologia presenze e reti in nazionale
| Cronologia completa delle presenze e delle reti in nazionale ― Camerun | Cronologia completa delle presenze e delle reti in nazionale ― Camerun | Cronologia completa delle presenze e delle reti in nazionale ― Camerun | Cronologia completa delle presenze e delle reti in nazionale ― Camerun | Cronologia completa delle presenze e delle reti in nazionale ― Camerun | Cronologia completa delle presenze e delle reti in nazionale ― Camerun | Cronologia completa delle presenze e delle reti in nazionale ― Camerun | Cronologia completa delle presenze e delle reti in nazionale ― Camerun |
| Data                                                                   | Città                                                                  | In casa                                                                | Risultato                                                              | Ospiti                                                                 | Competizione                                                           | Reti                                                                   | Note                                                                   |
| ---------------------------------------------------------------------- | ---------------------------------------------------------------------- | ---------------------------------------------------------------------- | ---------------------------------------------------------------------- | ---------------------------------------------------------------------- | ---------------------------------------------------------------------- | ---------------------------------------------------------------------- | ---------------------------------------------------------------------- |
| 14-10-2024                                                             | Kampala                                                                | Kenya                                                                  | 0 – 1                                                                  | Camerun                                                                | Qual. Coppa d'Africa 2025                                              | 1                                                                      | 46’                                                                    |
| Totale                                                                 |                                                                        | Presenze                                                               | 1                                                                      |                                                                        | Reti                                                                   | 1                                                                      |                                                                        |